# William Taubman

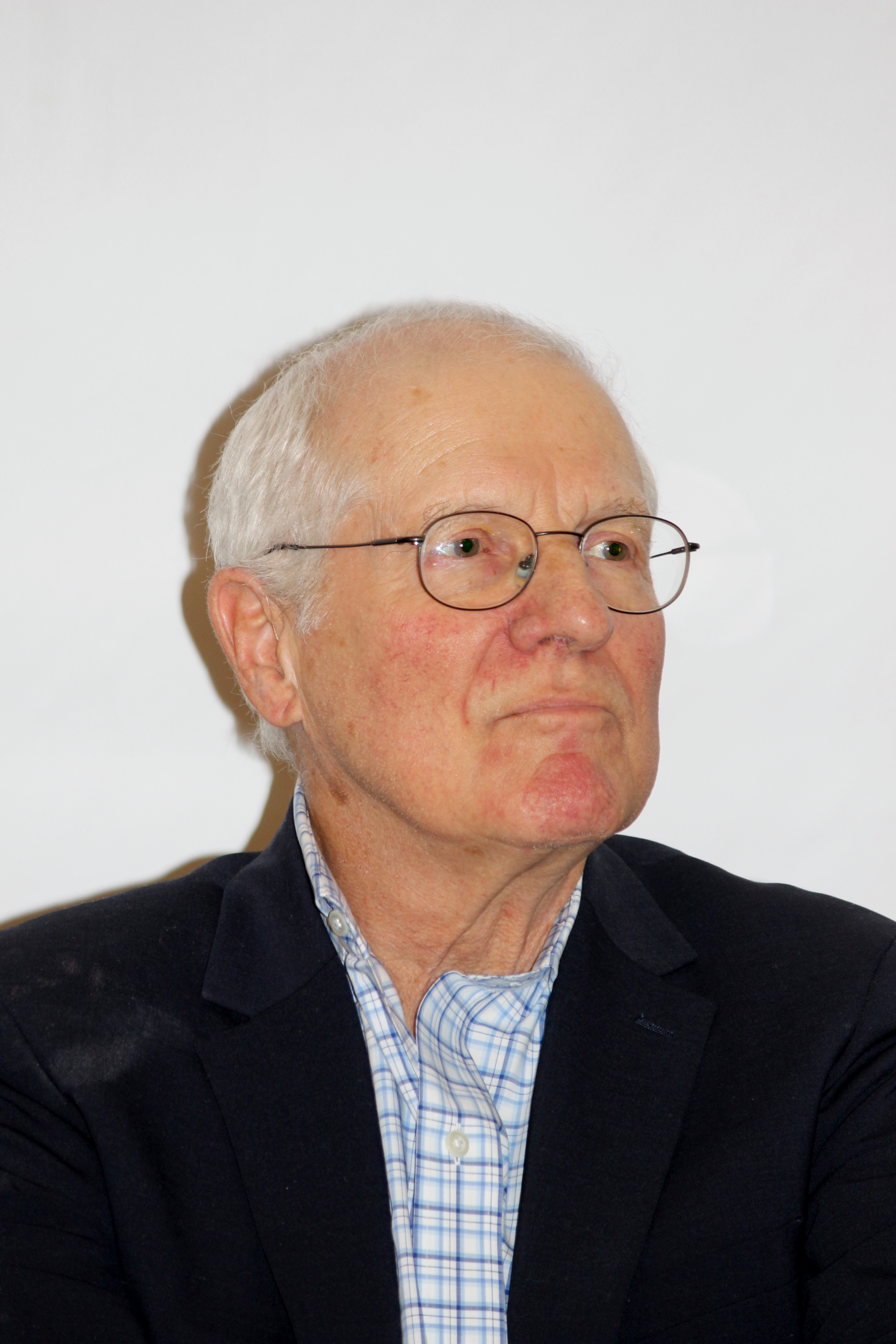
Taubman 2018

William Chase Taubman (* 13. November 1940 in New York City) ist ein US-amerikanischer Politikwissenschaftler.

## Leben
William Chase Taubman besuchte die Bronx High School of Science und studierte an der Harvard University, wo er 1962 seinen Bachelor erhielt. Anschließend studierte er an der Columbia University, wo er 1965 seinen Abschluss machte und 1969 promovierte. Aktuell ist er Bertrand Snell Professor of Political Science am Amherst College. Er beschäftigt sich hauptsächlich mit der Zeit und der Präsidentschaft von Nikita Sergejewitsch Chruschtschow. Seine 2004 über ihn veröffentlichte Biografie Khrushchev: The Man and His Era wurde mit einem Pulitzer-Preis für die Beste Biografie und einem National Book Critics Circle Award ausgezeichnet.

## Werk
- The View from Lenin Hills. Soviet Youth in Ferment. Coward-McCann, New York 1967
- Stalin’s American Policy. From Entente to Détente to Cold War. (1982)
- Moscow Spring. (1989)
- Khrushchev. The Man and His Era. (2003)
- Gorbachev. His Life and Times. W. W. Norton & Company, 2017, ISBN 978-0-393-64701-3.
  - deutsche Übersetzung: Gorbatschow. Der Mann und seine Zeit. Eine Biographie. C.H. Beck, München 2018, ISBN 978-3-406-70044-6.